# Odolo
Odolo là một đô thị thuộc tỉnh Brescia trong vùng Lombardia ở Ý. Đô thị này có diện tích 6,5 kilômét vuông, dân số 1891 người.
Đô thị này có các làng sau: Botteghe, Brete, Cagnatico, Casa d'Odolo, Cereto, Cadella, Colombaio, Forno, Gnavla, Vico e Pamparane.
Đô thị này giáp với các đô thị sau: Agnosine, Preseglie, Sabbio Chiese, Vallio Terme.